# Mašera
Mašera je priimek več znanih Slovencev:
- Andrej Mašera (*1946), medicinec patolog, univ. profesor, planinski publicist in zgodovinar planinstva
- Boris Mašera (1907—1978), profesor, pisec učbenikov
- Boštjan Mašera (*1970), režiser
- Damjan Mašera (*1980), pravnik in glasbenik, trobentač
- Fran Mašera (1876—1969), profesor prirodopisa (biologije in fizike), oče Sergeja Mašere
- Mirko Mašera (1899—1976), trgovec in prosvetni delavec
- Sergej Mašera (1912—1941), poročnik bojne ladje, narodni heroj Jugoslavije
- Sonja Mašera (1911—2005), zdravnica pediatrinja, slovenska planinska delavka v Italiji